# Kathleen Weise
Kathleen Weise (* 1978 in Leipzig) ist eine deutsche Schriftstellerin und Lektorin, die hauptsächlich Jugendbücher des Phantastik- und Krimigenres veröffentlicht.

## Kurzbiographie
Weise studierte zwischen 1997 und 2000 Prosa und Dramatik/Neue Medien am deutschen Literaturinstitut in Leipzig. Seit 2003 ist sie freiberufliche Autorin und Lektorin. Sie arbeitete langjährig im Literaturbüro Leipzig e.V. mit dem Schwerpunkt Jugendarbeit.

## Auszeichnungen
- 2011: Buch des Monats von der Deutschen Akademie für Kinder- und Jugendliteratur e. V. für den historischen Jugendroman Blutrote Lilien
- 2011: Aufenthaltsstipendium des Hausacher Leselenz für Blutrote Lilien

## Werke
- Der vierte Mond, Roman, ISBN 978-3-453-32082-6, 2021, Heyne Verlag.
- Wenn wir nach den Sternen greifen, Jugendbuch, ISBN 978-3-7641-7093-6, 2019, Ueberreuter Verlag.
- Das falsche Grab, Kriminalroman, ISBN 978-3-95819-227-0, 2018, Ullstein Midnight.
- Aschenputtels letzter Tanz, Jugendthriller, ISBN 978-3-522-50301-3, 2012, Thienemann Verlag/Planet Girl.
- Im Land des Voodoo-Mondes, Historischer Mysteryroman, ISBN 978-3-522-50263-4, 2011, Thienemann Verlag/Planet Girl.
- Blutrote Lilien, Historischer Jugendroman, ISBN 978-3-522-50218-4, 2011, Thienemann Verlag/Planet Girl.
- Die purpurrote Schleife, Graphic Novel, ISBN 978-3-522-50238-2, 2010, Thienemann Verlag/Planet Girl.
- Der Königsschlüssel, Roman, ISBN 978-3-453-52534-4, 2009, gem. mit Boris Koch, Heyne Verlag.
- Langer Schatten, Roman, ISBN 978-3-407-74052-6, 2008, Beltz & Gelberg.
- Code S2, Roman, ISBN 978-3-407-74052-6, 2007, Beltz & Gelberg.

### Beiträge in Anthologien
- „Der Wolf und das Muli“, in Boris Koch (Hrsg.), Gothic, Beltz & Gelberg 2009, ISBN 978-3-407-74120-2.
- „Viecher, Bratislava – Wien“, in Palme, Hillen, Nowak (Hrsg.), Fotosynthesen, Pahino Verlag 2006, ISBN 3-938462-02-7.
- „Die Geschichte der Äonenwürmer“, in Boris Koch (Hrsg.), Allem Fleisch ein Greuel, Medusenblut 2005, ISBN 3-935901-08-9.
- „Die Spinnenfrau“, in Walther Diociaiuti (Hrsg.), Amazonen, U-Books Verlag 2005, ISBN 3-937536-91-4.
- „La donna-ragno“, in Walther Diociaiuti (Hrsg.), Amazzoni, Ferrara Edizioni 2005, ISBN 88-901470-0-8.
- „Krähenschreie“, in Walther Diociaiuti (Hrsg.), PsychoGhost, U-Books Verlag 2004, ISBN 3-937536-25-6.
- „L'urlo della cornacchia“, in Walther Diociaiuti (Hrsg.), PsychoGhost, Prospettivaeditrice 2005, ISBN 88-7418-299-6.
- „Die Polizistin“, in Liber Vampirorum III, Midas Publishing 2003, ISBN 3-937449-01-9.